# Senad Lekaj
Senad Lekaj (sinh 29 tháng 8 năm 1989 ở Shkodër) là một cầu thủ bóng đá Albania hiện tại thi đấu cho Tërbuni Pukë ở Kategoria Superiore.